# Listă de scriitori de limbă germană/N
| Vezi: Na - Nam Nan - Naz Ne - Nem Nen - Nez Ni - Nim Nin - Niz No - Nom Non - Noz Nu |

## Na - Nam
- Franz Nabl (1883–1974)
- Herbert Nachbar (1930–1980)
- Arno Nadel (1878–1943)
- Karl Gottfried Nadler (1809–1849)
- Burkhard Nadolny (1905–1968)
- Isabella Nadolny  (1917–2004)
- Sten Nadolny (n. 1942)
- Marijan Nakić (n. 1952)

## Nan - Naz
- Jusuf Naoum (n. 1941)
- Thomas Naogeorg, de fapt Thomas Kirchmair (1511–1563)
- Eckart von Naso (1888–1976)
- Max Nassauer (1869–1931)
- Siegfried Nassauer (1868–1940)
- Elke Naters (n. 1963)
- Annemarie von Nathusius (1874–1926)
- Marie Nathusius (1817–1867)
- Hans Natonek (1892–1963)
- Benedikte Naubert (1756–1819)
- Thekla Naveau (1822–1871)

## Ne - Nem
- Max Neal (1865–1941)
- Gerhard Nebel (1903–1974)
- Ernst Nebhut (1898–1974)
- Otto zur Nedden (1902–?)
- Johannes Nefflen (1789–1858)
- Günter Nehm (1926–2009)
- Neidhart von Reuenthal (1190?–1245?)
- Dinah Nelken (1900–1989)
- Peter Nell, de fapt Kurt Heinze (1907–1957)
- Robert Nelz (1888–1937)

## Nen - Nez
- Robert Nespital (1881–1961)
- Johann Nestroy (1802–1862)
- Joachim Nettelbeck (1739–1824)
- Uwe Nettelbeck (1940–2007)
- Ernst Rudolf Neubauer (1822–1890)
- Valerius Wilhelm Neubeck (1765–1850)
- Karl Heinrich von Neubronner (1913–1963)
- Kurt Neuburger (1902-1996)
- Christiane Neudecker (1974)
- Leopoldine Neudek (1874–?)
- Richard Neudorfer (1900–1977)
- Christian Ludwig Neuffer (1769–1839)
- Nele Neuhaus (n. 1967)
- Benjamin Neukirch (1665–1729)
- Klaus Neukrantz (1897–după 1941)
- Alfred Neumann (1895–1952)
- Gert Neumann (n. 1942)
- Hermann Kunibert Neumann (1808–1875)
- Karl Neumann (1916–1985)
- Margarete Neumann (1917–2002)
- Peter Horst Neumann (1936–2009)
- Robert Neumann (1897–1975)
- Ronnith Neumann (n. 1948)
- Walter Neumann (n. 1926)
- Georg Neumark (1621–1681)
- Johannes von Neumarkt (ca. 1310–1380)
- Andreas Neumeister (n. 1959)
- Erdmann Neumeister (1671–1756)
- Karl Neurath (1883–1950)
- Erwin Neustädter (1897–1922)
- Erik Neutsch (n. 1931)
- Barbara Neuwirth (n. 1958)
- Walther Neuwirth (1896–1996)

## Ni - Nim
- Paulus Niavis, de fapt Paul Schneevogel (ca. 1460–după 1514)
- Dagmar Nick (n. 1926)
- Eckhart Nickel (n. 1966)
- Friedrich Nicolai (1733–1811)
- Wolf von Niebelschütz (1913–1960)
- Ernst Niebergall (1815–1843)
- Paul Waldemar Nieborowski (1873–1948)
- Rolf Niederhauser (n. 1951)
- Alfred Niedermann (1843–1926)
- Max Niedurny (1875–1940)
- Ursula Niehaus (n. 1965)
- Hans Niekrawietz (1896–1983)
- Arne Nielsen (n. 1971)
- August Christian Niemann (1761-1832)
- August Wilhelm Otto Niemann (1839–1919)
- Johanna Niemann (1844–1917)
- Karl Niemann (1854–1917)
- Norbert Niemann (n. 1961)
- Ernst Niemeyer (1863–?)
- Wilhelm Nienstädt (1784–1862)
- Hans-Jürgen Nierentz (1909–1945)
- Karl Gustav Nieritz (1795–1876)
- Ingo Niermann (n. 1968)
- Konrad Nies (1861–1921)
- Charlotte Niese (1851–1935)
- Franz Nissel (1831–1893)
- Friedrich Nietzsche (1844–1900)

## Nin - Niz
- Pascal Nicklas (n. 1965)
- Franz Nissel (1831–1898)
- Matthes Nitsch (1884–1972)
- Bernd Nitzschke (n. 1944)
- Paul Nizon (n. 1929)

## No - Nom
- Barbara Noack (n. 1924)
- Hans-Georg Noack (1926–2005)
- Uwe Lars Nobbe
- Vincent E. Noel (n. 1980)
- Anton Noder (1864–1936)
- Chaim Noll (n. 1954)
- Dieter Noll (1927–2008)
- Ingrid Noll (n. 1935)
- Fritz Nölle (1899–1980)
- Adolf Nolte (1770–1856)
- Dorothee Nolte (n. 1963)
- Ulrike Nolte (n. 1973)

## Non - Noz
- Sky Nonhoff (n. 1962)
- Ludwig Nonne (1831–1893)
- Klaus Nonnenmann (1922–1993)
- Johannes Nordmann (1820–1887)
- Clara Nordström (1886–1962)
- Edgar Noske (n. 1957)
- Hans Erich Nossack (1901–1977)
- Christine Nöstlinger (n. 1936)
- Ernst Erich Noth (1909–1983)
- Helga M. Novak (n. 1935)
- Novalis, de fapt Friedrich von Hardenberg (1772–1801)
- Bruno Nowak (1901–1940)
- Claus Nowak (n. 1938)
- Edmund Ludwig Nowak (1868–?)
- Ernst Nowak (n. 1944)
- Hans Nowak (1897–1958)
- Alfred Nowinski (1881–1933)
- Joachim Nowotny (n. 1933)

## Nu
- Hans Nüchtern (1896–1962)
- Walter Nuhn (n. 1928)
- Woldemar Nürnberger, pseudonime M. Solitaire, Hilarius Bierfreund (1818–1869)